# Das Comeback (Connelly)
Das Comeback (englisch: Trunk Music) ist der sechste Roman des US-amerikanischen Krimi-Autors Michael Connelly. Es ist das fünfte Buch der Harry-Bosch-Serie, erschienen 1997, auf Deutsch 1999. Der Roman erhielt 1998 den Barry Award in der Kategorie Bester Roman.

## Handlung
Ganz in der Nähe der Hollywood Bowl wird im Kofferraum eines weißen Rolls-Royce ein Toter gefunden. Alles sieht nach einem Auftragsmord in Kreisen der Unterwelt aus, trunk music genannt. Und als sich herausstellt, dass der Tote, Anthony Aliso, mit einer Produktionsfirma für Pornofilme Geld der Mafia gewaschen hat, scheint der Fall klar zu sein.
Da Aliso kurz vor seinem Tod in Las Vegas war, fliegt Bosch in die Glitzerstadt. Auf den Aufnahmen der Überwachungskameras im Casino The Mirage sieht Bosch nicht nur Aliso beim Pokerspiel, sondern auch Eleanor Wish, die nach Verbüßung ihrer Haftstrafe wegen ihrer Beteiligung an Bankrauben professionelle Pokerspielerin geworden ist. Bosch findet ihre Adresse heraus, besucht sie und die alte Leidenschaft aus „Schwarzes Echo“ flammt wieder auf.
Bosch hat Fingerabdrücke dabei, die an der Lederjacke des Toten gefunden werden konnten. Die Polizei in Las Vegas hat diese Abdrücke in ihrer Datenbank; sie stammen von Luke Goshen, einem Nachtclubbesitzer und Frontmann für den Mafia-Boss Joseph Marconi, genannt Joey Marks. Bei der Durchsuchung des Hauses von Goshen wird eine Pistole gefunden, von der sich schnell herausstellt, dass sie die Tatwaffe ist. Es sieht aus, als wäre der Fall gelöst. Doch Bosch hat Zweifel: warum sollte Goshen die Waffe in seiner Wohnung verstecken? Wurde sie ihm untergeschoben?
Bosch soll zusammen mit seinem Partner Jerry Edgar den mutmaßlichen Täter Luke Goshen von Las Vegas nach Los Angeles bringen. In Las Vegas angekommen, versucht Bosch Eleanor Wish zu erreichen, doch sie meldet sich nicht. Er tritt die Tür zu ihrem Haus ein, weil er das Schlimmste befürchtet. Vor dem Haus wartet eine Limousine, in ihr Joey Marks, der Bosch erpresst. Marks hat Eleanor Wish entführt und will sie nur freilassen, wenn Bosch den Weg frei macht dafür, dass Goshen in Marks Hände kommt. Denn Marks glaubt, dass Goshen als Kronzeuge gegen ihn auftreten würde, um seinen eigenen Kopf zu retten. Bosch eilt ins örtliche Gefängnis, in dem Goshen auf den Transport nach L.A. wartet. Goshen verrät ihm, wo sich ein „sicheres Haus“ der Mafia befindet. Mit Hilfe von Edgar schafft es Bosch, dort Eleanor Wish zu befreien und sie in ein Flugzeug nach Los Angeles und damit erstmal in Sicherheit zu bringen.
Bosch und Edgar fahren mit Goshen nach Los Angeles und bringen ihn dort ins Gefängnis. Zurück in der Hollywood’s Division des LAPD wird Bosch mit FBI-Agenten konfrontiert, die ihn beschuldigen, Goshen die gefundene Tatwaffe untergeschoben zu haben. Luke Goshen ist in Wahrheit der verdeckte Ermittler Roy Lindell und er hat ein wasserdichtes Alibi. Der Fall wird Bosch und seinen Partnern entzogen, das FBI übernimmt.
Bosch muss erkennen, dass seine Ermittlungen in Richtung Mafia völlig falsch waren. Veronica Aliso, die Frau des Opfers, ist wieder die Hauptverdächtige. Harry Bosch, Jerry Edgar und die neue dritte Partnerin Kizmin Rider beschließen auf eigene Faust zu ermitteln.
Bosch findet die Stelle auf dem Mulholland Drive, an der wahrscheinlich Aliso mit seinem Rolls-Royce gestoppt wurde. Im Gebüsch unterhalb dieser Stelle kampiert ein Obdachloser, bei dem Bosch den Koffer von Aliso findet. Zusammen mit Edgar und Rider geht er zu Alisos Frau Veronica und lässt in das Gespräch einfließen, dass Aliso eine Million Dollar aus Las Vegas mitgebracht hat. Tatsächlich waren es 400.000 Dollar. Danach legen sich die drei Ermittler am Mulholland Drive auf die Lauer. Spät in der Nacht kommt eine Person und nimmt den Koffer an sich. Bosch überwältigt sie: es ist Ray Powers, der Streifenpolizist, der den Rolls-Royce gefunden und den Kofferraum mit der Leiche geöffnet hatte. In einer die ganze Nacht dauernden Vernehmung gelingt es Bosch Powers zu einer Aussage zu bringen. Powers beschuldigt Veronica Aliso, die Triebfeder des Mordes an ihrem Mann gewesen zu sein.
Powers trickst Bosch und Edgar aus, er überwältigt sie und flieht. Bosch geht davon aus, dass Powers Veronica Aliso töten will. Diese ist jedoch verschwunden. Sie wurde von einem Mann in ihrem Haus abgeholt. Aliso hatte Geld der Mafia auf die Seite geschafft und Bosch vermutet, dass es auf einer Bank in Las Vegas in einem Schließfach ist. Mit einem Kommando des FBI zusammen überwachen die drei Ermittler des LAPD die Bank. Dort kommt es zu einem wilden Schusswechsel, bei dem alle Beteiligten getötet werden: Jay Powers, Joey Marks, John Felton, Captain der Las Vegas Metropolitan Police Department, der mit dem Mafia-Boss Joey Marks unter einer Decke steckte, sowie Veronica Aliso. Das Geld, vermutlich 2 Millionen Dollar, aber ist verschwunden. Im Sterben bittet Veronica Aliso Bosch ihre Tochter nicht zu verfolgen.
Bosch meint zu wissen, wo das Geld ist. Alisos Geliebte hatte es nach Alisos Tod in ihr eigenes Schließfach transferiert. Und nun ist sie verschwunden. Und Bosch weiß auch, wer sie ist. Sie ist die Tochter von Veronica Aliso, von jener als kleines Kind bei der Großmutter in Las Vegas zurückgelassen. Tony Aliso hatte sich ausgerechnet in die Tochter seiner Frau verliebt.
Kurz vor der Rückreise nach Los Angeles heiraten Eleanor Wish und Harry Bosch in Las Vegas. Bosch will das und muss es auch tun. Der Kodex für Polizisten erlaubt nicht, mit einer Vorbestraften liiert zu sein, es sei denn, es bestehen verwandtschaftliche Beziehungen. Eleanor und Harry machen ihren Hochzeitsurlaub in Hawaii. Bosch erkennt dort am Strand die Tochter von Veronica Aliso. Er entschließt sich sie in Ruhe zu lassen, um dem Wunsch der sterbenden Veronica Aliso zu entsprechen.

## Verfilmung
Die Handlung der zweiten Staffel der von Amazon Studios produzierten Krimiserie Bosch aus dem Jahr 2016 beruht hauptsächlich auf dem Roman Das Comeback.

## Hintergrund
Michael Connelly wurde inspiriert zu „Das Comeback“ durch den nie aufgeklärten Mord an dem Sportmanager und Geschäftsmann Vic Weiss aus Encino, der 1979 erschossen im Kofferraum seines Rolls-Royce gefunden wurde. Weiss hatte eine zweite geheime Seite: Er machte große Schulden bei Spielwetten und hatte Kontakte und wahrscheinlich Konflikte mit der Mafia. Dies berichtete Michael Connelly, als er noch Reporter bei der Los Angeles Times war. „Trunk Music“, der englische Titel des Romans, bezeichnet einen Mord durch die Mafia, bei dem die Leiche in einem Kofferraum hinterlassen wird.

## Rezeption
Publishers Weekly lobt, dass Connelly „eine jazzige, flippige Achterbahn von einem Buch zusammengebaut“ hat und hält das Buch für Connellys bisher bestes. Kirkus Reviews vergleicht Michael Connelly mit John le Carré, sinngemäß: „die Figuren sind ein Haufen Gauner und korrupter Polizisten, so schlau und hinterhältig wie die Spione le Carrés“. Die Los Angeles Times findet, dass Connellys Schreibstil Polizistenjargon großartig wiedergibt. Das Ende des Romans beruht in den Augen des Rezensenten allerdings auf einer so unwahrscheinlichen Koinzidenz, dass es den grimmigen Realismus des Romans fast etwas untergrabe.

## Ausgaben
- Michael Connelly: Trunk Music. Little, Brown and Company, 1997, ISBN 0-316-15244-7
- Michael Connelly: Das Comeback. Aus dem Amerikanischen von Norbert Puszkar. Heyne, München, 1999, ISBN 978-3-453-14737-9
- Michael Connelly: Das Comeback: Der fünfte Fall für Harry Bosch. Aus dem amerikanischen Englisch von Norbert Puszkar. Kampa Verlag, Zürich 2021, ISBN 978-3-311-15515-7, auch als E-Book.